# شهرستان کاینارژا
شهرستان کاینارژا (به بلغاری: Kaynardzha Municipality) یک شهرستان در بلغارستان است که در استان سیلیسترا واقع شده‌است. شهرستان کاینارژا ۳۱۴٫۹۶ کیلومتر مربع مساحت دارد.